# Хардинг-Бриттен, Эмма
Эмма Хардинг-Бриттен (англ. Emma Hardinge Britten, 1823—1899) — активистка первой волны спиритуализма, получившая широкую известность как практикующий медиум и автор книг, наиболее известными из которых остаются «Современный американский спиритуализм» («Modern American Spiritualism», 1870) и «Чудеса XIX века» («Nineteenth Century Miracles», 1884).

## Биография
Эмма Хардинг-Бриттен (в девичестве Эмма Флойд) родилась 2 мая 1823 года в Лондоне, Англия, в семье школьного директора Эбенизера Флойда.
В детстве девочка проявила необычайные музыкальные способности и уже в 11 лет начала давать собственные уроки игры на фортепиано. В юности у Эммы проявились способности к медиумизму и ясновидению: утверждалось, что она предсказывала судьбу людей, с которыми случайно встречалась и подробно рассказывала им о знакомых и родственниках, руководствуясь информацией, которую получала, судя по всему, в форме видений.
Как рассказывала в автобиографии сама Эмма, первый провидческий опыт привел её в загадочное оккультное общество в Лондоне, где магнетизм и ясновидение использовалось в «экспериментальных» целях. О деятельности этого общества не осталось свидетельств, известно лишь, что Эмма здесь оказалась под влиянием некоего доктора Хардинга, позже, в автобиографии фигурировавшего под именем «изумленного сенсуалиста» («baffled sensualist»). С ним она вошла в близкие отношения и у него же заимствовала фамилию, которую сохранила и после второго (официального) брака.

### Обращение в спиритуализм
В 1854 году Эмма Хардинг начала карьеру актрисы и год спустя по контракту направилась в Нью-Йорк. При этом (по свидетельству Конан Дойля), «…будучи строгой последовательницей Евангелического учения, она не разделяла взглядов спиритов и пришла в ужас после первого посещения спиритического сеанса». Однако уже через год она приобрела шумную известность именно в спиритуалистических кругах, после того, как публично предсказала исчезновение парохода Pacific, того самого, на котором с матерью прибыла из Англии в США.
Во время путешествия через океан девушка познакомилась с офицерами команды, а после прибытия взяла за привычку заходить в порт каждый раз, когда туда из Англии прибывал пароход. В феврале 1856 года она в очередной раз явилась в порт, потому что ждала для себя посылку. Прибытие судна задержалось из-за шторма. В ту ночь Эмма вдруг ощутила в комнате «духовное присутствие» и рассказала об этом матери, которая к этому времени уже интересовалась спиритуализмом, знала о происшествиях в Хайдсвилле и была знакома с медиумом миссис Келлог.
По совету матери Эмма разложила на столе буквы алфавита. Её рука, начав непроизвольно двигаться, прочла по буквам следующее послание: «Филип Смит, Pacific. Моя дорогая Эмма, я пришел сказать вам, что умер. Корабль Pacific затонул, погибли все, кто были на его борту, о нём и его команде никто больше никогда не услышит». После бессонной ночи Эмма, всё ещё сомневавшаяся в истинности полученного сообщения, направилась в гости к миссис Келлог. В тот момент, когда она поднималась по лестнице, хозяйка вышла к ней навстречу. Находясь в трансе, миссис Келлог вслух произнесла слово в слово то самое послание, которое Эмма получила ночью. Этот эпизод, а также последовавшая за ним встреча с Кейт Фокс, сделали Эмму Хардинг убежденной спиритуалисткой. После того, как сообщение мисс Хардинг было опубликовано, владелец корабля начал угрожать ей судом. Но информация подтвердилась: пароход бесследно исчез в водах Атлантики.

### Проповедническая и общественная деятельность
После того, как газета Нью-Йорк Таймс опубликовала статью с подробным описанием происшедшего, Эмму пригласил к себе известный деятель спиритуализма Хорэс Дэй и предложил провести серию спиритических сеансов в Обществе распространения духовных знаний (Society for the Diffusion of Spiritual Knowledge). Вскоре она стала разъезжать по стране и читать так называемые «трансовые лекции» — под такими названиями, как «Открытие духов», «Философия общества духов», «Базовая связь природного и духовного миров».
В 1864 году Хардинг приняла активное участие в кампании за переизбрание Авраама Линкольна на пост президента США. После её речи под названием «Новый президент Соединенных штатов», Эмму уже в качестве политического оратора пригласили совершить турне по стране с 32 выступлениями. Пиком её ораторской карьеры стала речь, произнесённая 14 апреля 1865 года, спустя 36 часов после убийства Линкольна. В газетах она была названа «величайшим жизненным достижением» Эммы Хардинг.
Однако её лекции «духовного» характера принимались с меньшей степенью энтузиазма. В 1866 году Saturday Review поместила сатирический отзыв, назвав красноречие мисс Хардинг «напыщенным». Иного мнения придерживался А. Конан Дойль:
Она была идеальным популяризатором, сочетая в себе таланты медиума и оратора, писательницы и трезвого мыслителя с увлечённостью путешественницы. Год за годом она колесила по всей Америке, пропагандируя повсюду новое Учение и отражая нападки оппонентов, провозгласивших её воинствующей противницей Христианства. Она отстаивала взгляды, которые ей привили наставники-духи, и — поскольку эти взгляды всего лишь отражали тот факт, что сама Церковь оказалась весьма далёкой от строгой морали и тех высоких целей, для исполнения которых она была создана, — вряд ли Отец-основатель Христианства мог оказаться в рядах критиков миссис Хардинг-Бриттен. Её взгляды во многом повлияли на точку зрения унитариев, присущую подавляющему большинству спиритов до сих пор.А. Конан Дойль, «История спиритуализма».
В 1870 году Хардинг выпустила книгу «Modern American Spiritualism», своего рода энциклопедию раннего спиритуалистического движения. В том же году она вышла замуж за спиритуалиста Уильяма Бриттена из Бостона. Этот брак по отзывам современников был «идеальным».
В 1872 году Эмма Хардинг-Бриттен попыталась организовать журнал «Западная Звезда» («The Western Star»), однако после нескольких разрушительных пожаров в Бостоне вынуждена была закрыть его из-за того, что многие подписчики разорились. Лишь шесть номеров журнала увидели свет. Переехав в Нью-Йорк, Эмма увлеклась теософией и вошла в числе шести основателей Теософского общества во главе с Еленой Блаватской.. Теософии была посвящена книга «Art Magic or Mundane, Sub-Mundane and Super-Mundane Spiritism: A Treatise in Three parts and Twenty Three Sections on
the subject of Theosophy», которая была выпущена анонимно под редакцией Бриттен и вышла в 1898 году в чикагском издательстве Progressive Thinker Publishing House. Кто в действительности являлся автором книги, осталось неизвестным.
В 1876 году в Нью-Йорке Хардинг-Бриттен опубликовала книгу «Art Magic», в которой излагалось учение ордена «Братства Света», основание которого, как утверждала Бриттен, восходит к временам Древнего Египта.

### Возвращение в Англию
В целом сеансы и лекции Хардинг-Бриттен в США встречали яростное сопротивление со стороны — как церковных, так и общественных деятелей. Люди, посещавшие её выступления, подвергались психологическому давлению и физическим оскорблениям. В одном из южных штатов США вышло письменное предупреждение о том, что те, кто будут приходить на лекции Хардинг предстанут перед судом Линча. Поддавшись уговорам матери, Эмма вернулась в Англию, где спиритуализм пустил гораздо более глубокие корни, и где никто не угрожал ей физической расправой.
В 1887 Хардинг-Бриттен основала в Манчестере спиритуалистский еженедельник «The Two Worlds», в течение многих десятилетий сохранявший лидирующие позиции в своей области. В 1878—1879 годах с мужем она отправилась проповедовать спиритуализм в Австралию и Новую Зеландию, где основала десятки церквей «нового Учения», а кроме того, написала книгу «Вероучения, факты и мошенничества в истории религии». По возвращении в Нью-Йорк она взялась за новую работу, подробную «хронику эпохи спиритуализма», которая под названием «Nineteenth Century Miracles» увидела свет в 1884 году. В 1892—1893 годах Хардинг-Бриттен издавала в Британии журнал «The Unseen Universe».
Эмма Хардинг-Бриттен скончалась 2 октября 1899 года в Манчестере, Англия. Именно ей спиритуалисты приписывают авторство Семи принципов спиритуализма, которые практически в первозданном виде приняты за основу современным Национальным союзом спиритуалистов Великобритании: (англ. Spiritualists' National Union).

1. Отцовство Господа. 2. Братство людей. 3. Единство душ и руководство ангелов. 4. Непрерывность бытия души человеческой 5. Личная ответственность человека за свои поступки, 6. Посмертные вознаграждение и кара — за все дела, творимые на земле. 7. Путь вечного развития, открытый для каждой души человеческой.
Оригинальный текст (англ.)1. The Fatherhood of God. 2. The Brotherhood of Man. 3. The Communion of Spirits and the Ministry of Angels. 4. The Continuous Existence of the Human Soul. 5. Personal Responsibility. 6. Compensation and Retribution hereafter for all the good and evil deeds done on earth. 7. Eternal Progress open to every human soul.
(In the Spiritualist tradition, it is also proper to acknowledge the «Motherhood of God and the Sisterhood of Man».)

По слова А. Конан Дойля, Э. Хардинг-Бриттен при жизни «…называли Апостолом Павлом в женском обличье». В её честь были названы Мемориальные институт и библиотека Бриттен и Мемориальный музей Бриттен (The Britten Memorial Institute and Library, The Britten Memorial Museum).

## Основные работы
- «Modern American Spiritualism», New York, 1870;
- «Nineteenth Century Miracles», New York, 1884
- «Faith, Fact and Fraud of Religious History», Manchester, 1896
- «Extemporaneous Addresses», London, 1866